# Ultra Violet

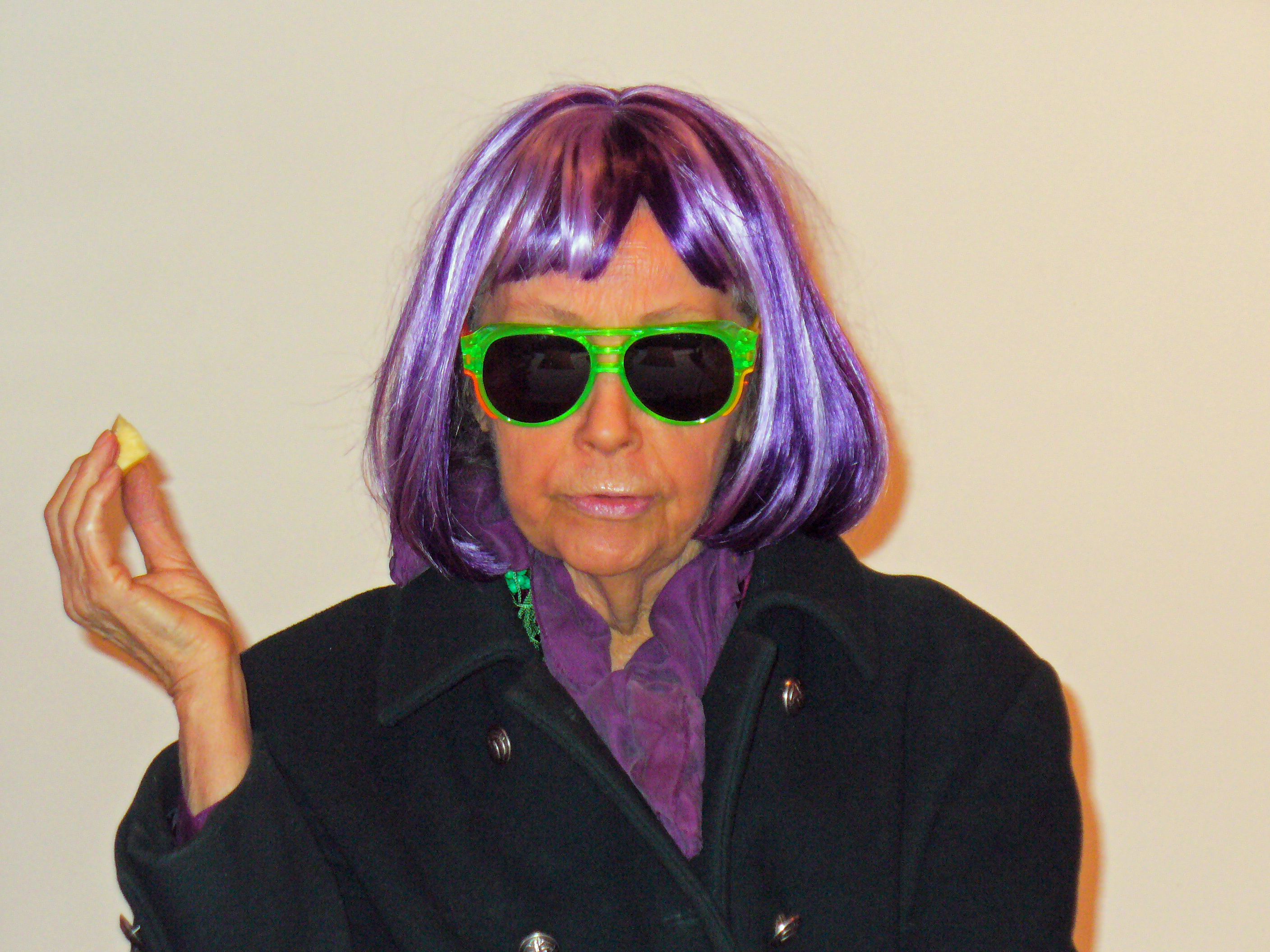
Isabelle Dufresne (Ultra Violet) 2007 im Look der „Factory“-Jahre

Ultra Violet (eigentlich Isabelle Collin Dufresne; * 6. September 1935 in La Tronche bei Grenoble, Frankreich; † 14. Juni 2014 in New York City) war eine französisch-amerikanische Künstlerin, Autorin und „Andy-Warhol-Superstar“.

## Leben
Isabelle Dufresne wuchs streng religiös erzogen auf und rebellierte früh. Sie wurde als Jugendliche von einem katholischen Priester exorziert und in eine Erziehungsanstalt eingewiesen. 1951 verließ sie Frankreich, um mit gerade mal 16 Jahren ihr Glück in New York zu versuchen. Nach einer Begegnung mit Salvador Dalí, dessen kurzzeitige „Muse“ und Schülerin sie wurde, begann sie, selbst zu malen. Dufresne schloss sich Anfang der 1960er Jahre der progressiven amerikanischen Kunstszene mit bedeutenden Vertretern wie Jasper Johns, Robert Rauschenberg und James Rosenquist an und wurde quasi ein „Pop-Art-Groupie“. In diesem Umfeld musste sie zwangsläufig mit Andy Warhol und dessen Factory-Szene in Berührung kommen. 1964 wählte sie für den Warholfilm I, A Man auf Anregung Warhols den Künstlernamen Ultra Violet, weil ihre bevorzugte Mode- und Haarfarbe zu dieser Zeit überwiegend violett-lilafarben war. Ultra Violet war der erste maßgebliche Superstar in der Entstehungsphase der legendären Warholschen Silver Factory und spielte verschiedene Rollen in den unzähligen Warholstreifen.

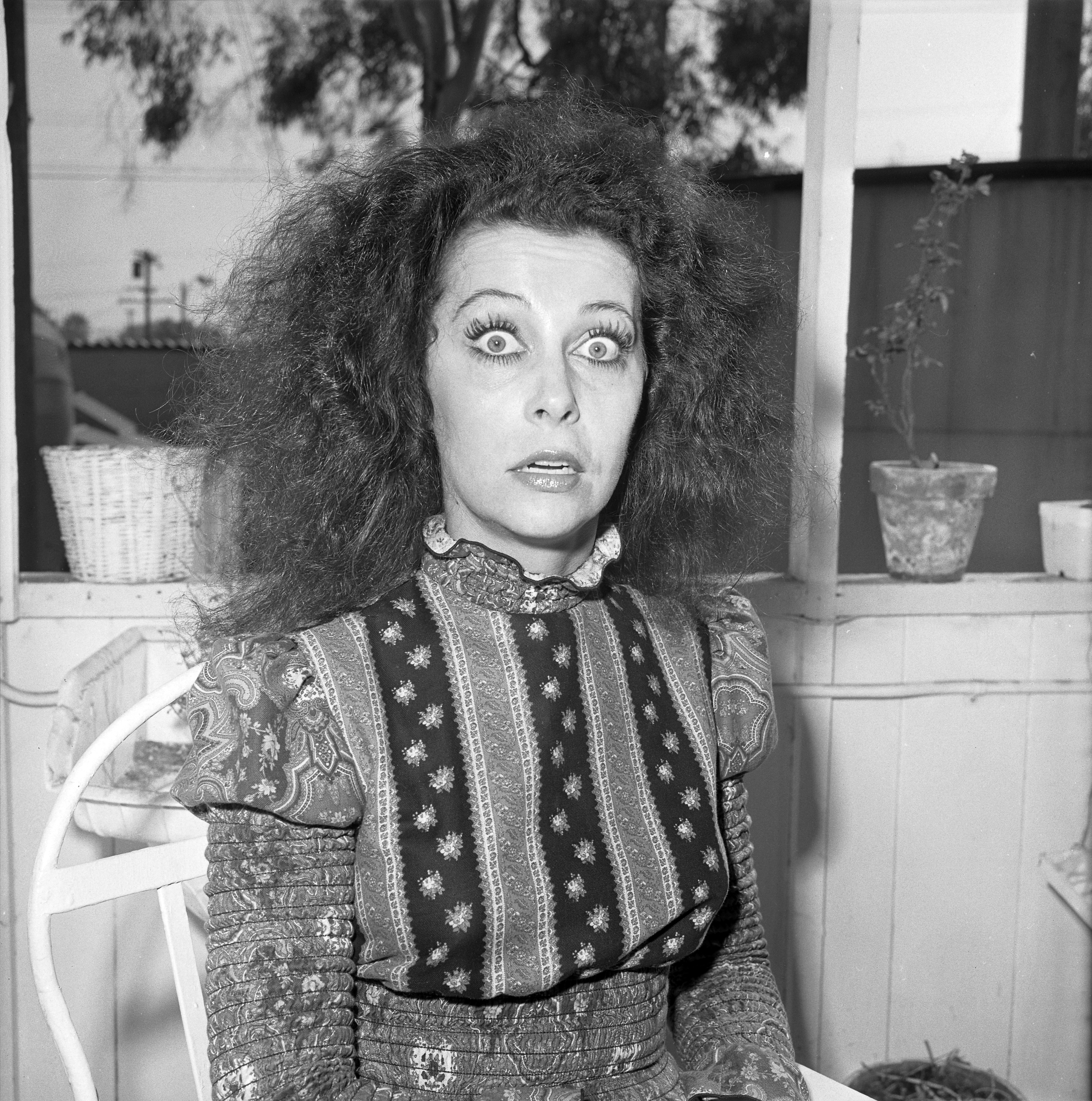
Ultra Violet (1970)

Doch die Zeit als „Warhol-Superstar“ währte nur kurz für Ultra Violet. Sie wurde bald (gegen Ende der 1960er Jahre) von Viva (Susan Hoffman), einer Neuentdeckung Warhols, entthront und aus der Factory „entsorgt“. Nach einigen nicht weiter dokumentierten Drogenexzessen und einem Zusammenbruch, bei dem sie bereits als klinisch tot galt, löste sich Dufresne endgültig aus dem Factory-Umfeld und konzentrierte sich auf ihr eigenes künstlerisches Talent.
Mitte der 1970er Jahre veröffentlichte sie ihr erstes autobiografisches Werk: Famous for 15 Minutes: My Years with Andy Warhol, eine Bilanz und Abrechnung mit der Warhol-Ära. Nach einer umfassenden Rezension des Buches in der New York Times wurden ihre Erinnerungen an die Factory-Jahre in mehreren Ländern publiziert. Danach wurde es etwas ruhiger um das umtriebige „Ex-Factory-Girl“. Sie zog sich in ihr Geburtsland Frankreich zurück, eröffnete 1990 ein eigenes Atelier bei Nizza und konzipierte ein Manifest zu ihrer eigenen Kunstidee «L’Ultratique».

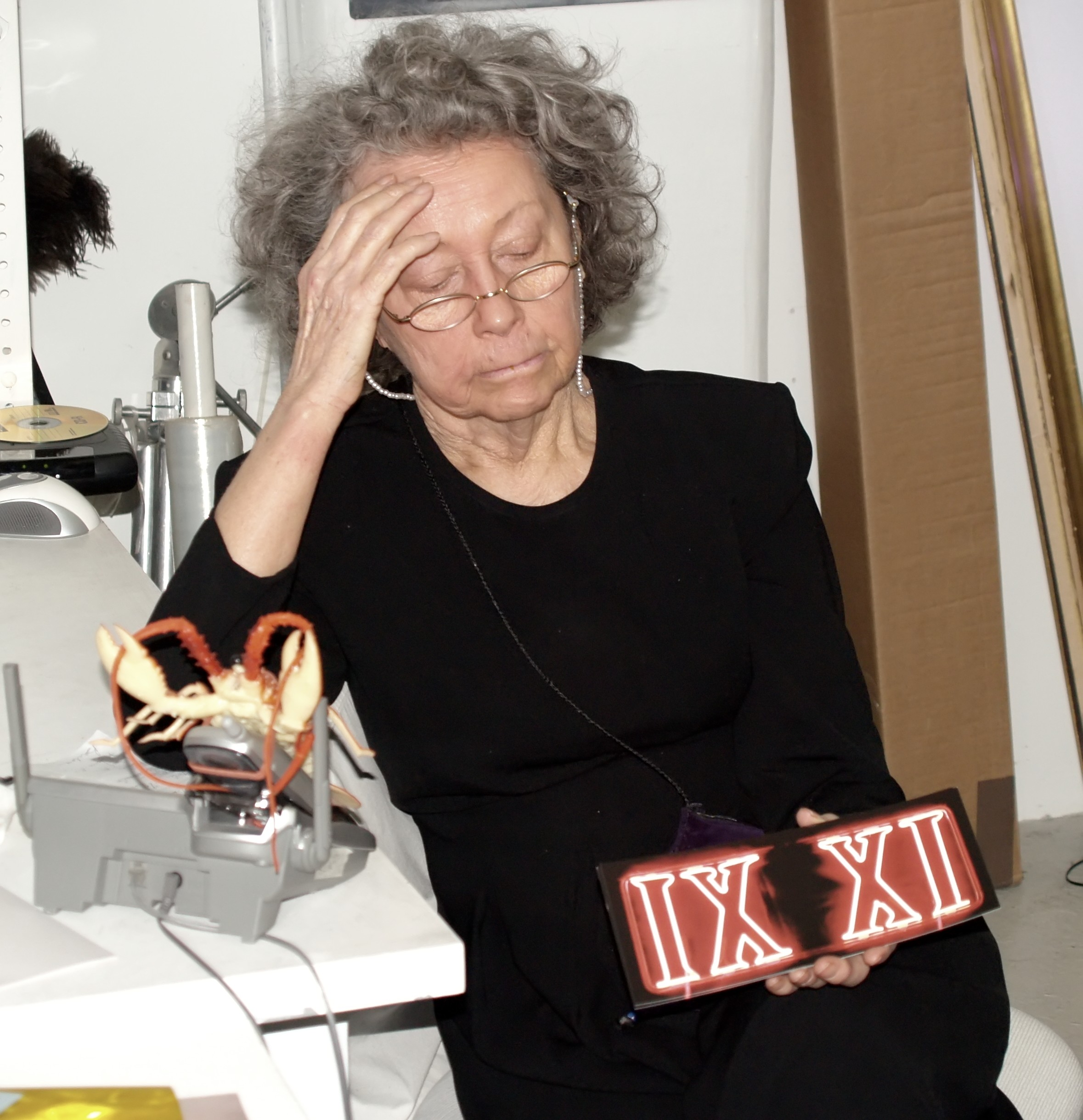
Isabelle Dufresne, 2008

Ihr letztes TV/Film-Interview gab sie für den deutschen Dokumentarfilm Wie ich lernte, die Zahlen zu lieben. Dufresne starb am 14. Juni 2014 im Alter von 78 Jahren in New York City an den Folgen einer Krebserkrankung.

## Werke
- Isabelle „Ultra Violet“ Dufresne: Famous for 15 Minutes. My Years With Andy Warhol. Englischsprachige Taschenbuchausgabe. Avon Books, 1990, ISBN 0-380-70843-4
- Isabelle „Ultra Violet“ Dufresne: Andy Warhol Superstar, übersetzt von Dirk Muelder. Lübbe, Bergisch Gladbach 1988, ISBN 3-7857-0535-2

## Filmografie (Auswahl)
Filme von Andy Warhol, in denen Ultra Violet mitspielt:
- 1965: The Life Of Juanita Castro
- 1967: I, A Man
- 1967: ★★★★ (Four Stars)

Weitere Filme:
- 1969: Asphalt-Cowboy (Midnight Cowboy)
- 1970: Brand X
- 1990: Superstar, The Life And Times Of Andy Warhol
- 1992: Die geheime Sammlung des Salvador Dalí
- 2014: Wie ich lernte, die Zahlen zu lieben